# آبرائام اولانو
آبرائام اولانو مانزانو (زادهٔ ۲۲ ژانویه ۱۹۷۰) رکابزن حرفه‌ای سابق اهل اسپانیا است که از سال ۱۹۹۲ تا ۲۰۰۲ در رشتهٔ دوچرخه‌سواری جاده فعالیت می‌کرد. اولانو در سال ۱۹۹۵ مدال طلای مسابقات قهرمانی استقامت جاده جهان و در سال ۱۹۹۸ مدال طلای مسابقات قهرمانی تایم تریل جهان را به دست آورد و تبدیل به نخستین و تاکنون تنها رکابزن مردی شد که هر دو عنوان را کسب کرده‌است.
اولانو موفقیت‌هایی در گرند تورها نیز به دست آورد: در سال ۱۹۹۸ برندهٔ ووئلتا اسپانیا شد و در سال ۱۹۹۵ بر سکوی دوم این مسابقه قرار گرفت. در جیرو دیتالیا دو بار روی سکو ایستاد. (در سال ۱۹۹۶ سوم و در سال ۲۰۰۱ دوم شد.) در تور دو فرانس نیز سه بار میان ده نفر برتر قرار گرفت که بهترین عنوان او، رتبهٔ چهارم در تور ۱۹۹۷ بود. مجموعاً در شش مرحلهٔ ووئلتا و یک مرحلهٔ تور پیروز شد که همهٔ این مراحل، تایم تریل انفرادی بود.
در المپیک ۱۹۹۶ اوکلاهما اولانو برندهٔ مدال نقره تایم تریل شد. در چند مسابقهٔ دیگر از جمله تور روماندی، کریتریوم اینترناسیونال و تیرنو–آدریاتیکو نیز قهرمان شد.

## فعالیت آماتور
اولانو در یازده سالگی نخستین بار در مسابقهٔ دوچرخه‌سواری شرکت کرد و در سال‌های بعد در چند مسابقهٔ ردهٔ جوانان پیروز شد. سپس وارد مسابقات دوچرخه‌سواری پیست شد و قهرمانی اسپانیا در رشته‌های تعقیبی و سرعت را به دست آورد. در دوچرخه‌سواری جاده، فعالیت آماتور خود را با تیم کایکو آغاز کرد. اولانو در آن زمان، متخصص رقابت‌های سرعتی بود.

## فعالیت حرفه‌ای
در سال ۱۹۹۲ اولانو فعالیت حرفه‌ای خود را آغاز کرد؛ ولی اندکی بعد، تیم او منحل شد و به لوتوس پیوست. او نخستین پیروزی خود را در لباس لوتوس در جایزه بزرگ ویلافرانکا به دست آورد.
در سال ۱۹۹۳ او به تیم کلاس کاخاستور پیوست. این تیم بعداً با ماپی ادغام شد. اولانو نخستین پیروزی‌های مهم خود را در این تیم به دست آورد؛ از جمله برندهٔ تور آستوریاس و مسابقات قهرمانی جاده اسپانیا در دو رشتهٔ استقامت جاده و تایم تریل شد.
در سال ۱۹۹۵ اولانو در سه مرحلهٔ ووئلتا اسپانیا پیروز شد و در رده‌بندی اصلی پس از لوران ژالابر در رتبهٔ دوم قرار گرفت. در همان سال، عضوی از تیم دوچرخه‌سواری بسیار موفق اسپانیا در مسابقات قهرمانی جهان بود. در تایم تریل، اولانو نقره گرفت و میگل ایندوراین به مدال طلا رسید. در استقامت جاده، نتیجه برعکس شد. اولانو قهرمان شد و ایندوراین بر سکوی دوم ایستاد. مسیر مسابقهٔ استقامت جاده یکی از سخت‌ترین مسیرهای تاریخ مسابقات قهرمانی جهان بود و اولانو با رکاب زدن کیلومتر پایانی با دوچرخهٔ پنچر شده، استقامت خود را نشان داد.
در سال ۱۹۹۶ اولانو توانایی خود در رقابت‌های مرحله‌ای را نشان داد. او قهرمان تور روماندی شد و رتبهٔ سوم جیرو دیتالیا را در حالی که از روز دوم تا روز پایانی رهبر مسابقه بود، کسب کرد. سپس رتبهٔ نهم تور دو فرانس را به دست آورد. در همان سال، مدال نقرهٔ المپیک تابستانی را در رشتهٔ تایم تریل به گردن آویخت. اختلاف او با ایندوراین تنها ۱۲ ثانیه بود.
اولانو در تور دو فرانس ۱۹۹۷ چهارم شد و در تایم تریل ۶۳ کیلومتری مرحلهٔ بیستم، جلوتر از یان اولریش که قهرمانی را به دست آورد، پیروز شد.
در سال ۱۹۹۸ اولانو تنها قهرمانی خود در گرند تورها را به دست آورد. در ووئلتا اسپانیا اولانو که عضو تیم بانستو بود، با متخصصان کوهستان مانند فرناندو اسکارتین و روبرتو اراس و همه‌فن‌حریف‌هایی مانند لوران ژالابر و الکس زوله رقابت می‌کرد. او در تایم تریل انفرادی مرحلهٔ نهم پیروز شد و رهبری مسابقه را به دست گرفت. خوزه ماریا خیمنز (سربالایی‌رو بانستو) که در سه مرحله پیروز شده‌بود و پیش از اولانو پیراهن طلایی را به تن داشت، در مرحلهٔ بیستم نیز پیروز شد و دوباره صدرنشین ووئلتا شد. در تایم تریل مرحلهٔ بعد، اولانو دوباره به صدر بازگشت و قهرمان شد؛ ولی چندان از حمایت تیم بانستو راضی نبود. خیمنز چند بار اولانو را در بخش‌های کوهستانی رها کرد و حتی پیراهن طلایی را از کاپیتان تیم گرفت. این رخدادها و اتهامات رسانه‌ای بعدی، باعث شکراب شدن رابطهٔ اولانو با تیم بانستو شد و او تصمیم گرفت برای فصل بعد به تیم اونسه بپیوندد.
در پایان فصل ۱۹۹۸، اولانو در مسابقات قهرمانی تایم تریل جهان در والکنبورگ قهرمان شد و تبدیل به تنها رکابزن مرد دوران مدرن شد که در دو رشتهٔ تایم تریل و استقامت جاده در مسابقات قهرمانی جهان به قهرمانی رسیده‌است.
در سال ۱۹۹۹ اولانو برای دفاع از عنوان قهرمانی خود به ووئلتا بازگشت. باران شدید در اواخر پرولوگ باعث شد بسیاری از رقیبان اصلی، زمان زیادی از دست بدهند. با این وجود، اولانو در رتبهٔ دوم قرار گرفت. سپس در مرحلهٔ پنجم پیراهن طلایی را به دست آورد و با پیروزی در تایم تریل مرحلهٔ ششم، برتری خود را افزایش داد. ولی مرحله‌ای که به آنگلیرو ختم می‌شد، زمین خورد و به دلیل شکستگی دنده، وادار به کناره‌گیری شد.
در سال ۲۰۰۰ اولانو تمرکز خود را به رقابت‌های مرحله‌ای کوچکتر معطوف کرد و در مسابقاتی مانند تیرنو–آدریاتیکو و کریتریوم اینترناسیونال پیروز شد. آخرین حضور او در گرند تورها با کسب رتبهٔ دوم در جیرو دیتالیای ۲۰۰۱ همراه بود. اولانو در سال ۲۰۰۲ از دوچرخه‌سواری حرفه‌ای بازنشسته شد.
نتایج سال‌های ابتدایی دوران حرفه‌ای اولانو، باسکی بودن او و شباهت‌های فیزیکیش با میگل ایندوراین (برندهٔ پنج دورهٔ تور دو فرانس) باعث شده‌بود بسیاری از هواداران، او را جانشین ایندوراین بدانند. این مقایسه در تمام دوران حرفه‌ای اولانو انجام می‌شد. او یکی از بهترین تایم‌تریل‌روهای نسل خود بود و استقامت قابل توجهی داشت. ولی در سربالایی‌ها عقب می‌افتاد و تمایلش به از دست دادن زمان زیاد نسبت به متخصصان در سربالایی‌های پرشیب و طولانی، باعث شد تنها شمار قهرمان‌هایش در گرند تورها در عدد یک بماند.

## اتهام دوپینگ
اولانو یکی از طراحان مسیر برای ووئلتا اسپانیا بود. پس از گزارش سنای فرانسه دربارهٔ دریافت نمونه‌ای مشکوک از او در تور دو فرانس ۱۹۹۸ از جمله استفاده از اریتروپوئیتین از این مقام، اخراج شد. همچنین پس از مشخص شدن دوپینگ لانس آرمسترانگ در المپیک ۲۰۰۰ سیدنی، کمیته بین‌المللی المپیک از دادن مدال برنز تایم تریل به او خودداری کرد.